# IMAM Ro.58
Ro.58 (итал. IMAM Ro.58) — итальянский тяжёлый двухмоторный истребитель. Создан фирмой «Меридионали» (итал. S.A.Industrie Mechaniche e Auranavtice Meredionale) на основе одноместного истребителя и пикирующего бомбардировщика IMAM Ro.57 коллективом конструкторов Джованни Галассо, Пьетро Калерио и Манльо Фьоре. Был изготовлен один экземпляр самолёта, который испытывался в 1943 году.

## Технические характеристики
- Экипаж: 2 человека
- Длина: 9.89 м
- Размах крыла: 13.40 м
- Высота: 3.39 м
- Площадь крыла: 26.20 м²
- Профиль крыла:
- Масса пустого: 4 350 кг
- Масса снаряженного:
- Нормальная взлетная масса: 6 100 кг
- Максимальная взлетная масса:
- Двигатель 2 ПД Daimler-Benz DB 601A-1
- Мощность: 2x 1175 л. с.

## Лётные характеристики
- Максимальная скорость: 605 км/ч
  - у земли:
  - на высоте м:
- Крейсерская скорость: 560 км/ч
- Практическая дальность: 1 500 км
- Практический потолок: 10 500 м
- Скороподъёмность: 1 000 м/мин
- Нагрузка на крыло: кг/м²
- Тяговооружённость: Вт/кг
- Максимальная эксплуатационная перегрузка:

## Вооружение
- Пушечно-пулемётное:
  - 5× 20-мм пушек Mauser 151/20
  - 1× 12.7-мм пулемёт Breda-SAFAT
- Бомбовая нагрузка: [1]